# Mjölby (comuna)
Mjölby (em sueco: Mjölbys kommun) é uma comuna da Suécia localizada no condado de Gotalândia Oriental. Sua capital é a cidade de Mjölby. Possui 547 quilômetros quadrados. Segundo o censo de 2018, havia 27 373 habitantes.